# روز جهانی ترجمه

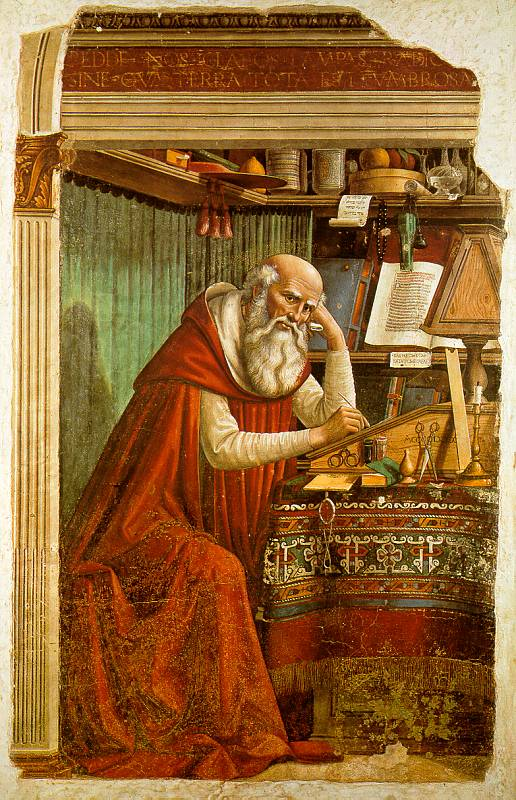
سنت جروم درحال مطالعه.اثری از:
Domenico Ghirlandaio

روز جهانی ترجمه (به انگلیسی: International Translation Day)، برابر با ۳۰ سپتامبر(به خورشیدی ۸ مهر) است. این روز به افتخار سنت جروم که انجیل را ترجمه کرد و محافظ مترجمان به حساب می‌آید. این روز از ۱۹۵۳ (به خورشیدی ۱۳۳۲) که توسط فدراسیون بین‌المللی ترجمه جشن گرفته می‌شود. از سال ۱۹۹۱ (به خورشیدی ۱۳۷۰) فدراسیون بین‌المللی مترجمان (به فرانسوی: Fédération Internationale des Traducteurs) که به اختصار آن را FIT‌ می‌نامند، این روز را به عنوان یک روز بین‌المللی پیشنهاد کرد تا همبستگی جامعه مترجمان جهان را نشان دهد که پیشبرنده حرفه ترجمه در کشورهای مختلف خواهد بود. این فرصتی است برای تأکید بر اهمیت شغلی که یکی از مهترین ابزارهای جهانی شدن به حساب می‌آید.

## موضوعات
فدراسیون بین‌المللی مترجمان هر سال موضوع متفاوتی را برای «روز جهانی ترجمه» اعلام خواهد کرد که به شرح زیر است:
- ۲۰۱۴ - حقوق زبان:‌ ضرورتی بر حقوق انسان‌ها
- ۲۰۱۵ - تغییر چهره ترجمه و تفسیر
- ۲۰۱۶ - ترجمه و تفسیر: اتصال جهان ها
- ۲۰۱۷ - ترجمه و تنوع
- ۲۰۱۸ - ترجمه: ترویج میراث فرهنگی در زمان های متغیر
- ۲۰۱۹ - ترجمه و زبانهای بومی در سال بین المللی زبانهای بومی
- ۲۰۲۰ - پیدا کردن کلمات برای جهان در بحران
- ۲۰۲۱ - متحد در ترجمه